# Vocal tancada central no arrodonida
La vocal tancada central no arrodonida, també coneguda com a i barrada és un so de la parla que es representa [ɨ] en l'AFI.

## Característiques
- És una vocal perquè no hi ha obstrucció total del pas de l'aire.
- Els llavis romanen en la posició ordinària per articular-la i la llengua toca el centre del paladar.

## En català
En català no existeix aquest fonema, i no és freqüent en les llengües indoeuropees, tot i així existeix en polonès, rus, romanès i portuguès. Està present, en canvi, a molts idiomes amerindis en contrast amb [u] i [i].